# Kuklia (dystrykt Pafos)
Kuklia (gr. Κούκλια) – wieś w Republice Cypryjskiej, w dystrykcie Pafos. W 2011 roku liczyła 892 mieszkańców. W jej pobliżu znajdują się stanowiska archeologiczne obejmujące teren Palepafos, czyli starego Pafos wraz z sanktuarium Afrodyty, wpisane na listę światowego dziedzictwa UNESCO oraz plaża ze skałą Petra tu Romiu, podawane za miejsce narodzin Afrodyty.